# Kama Sywor Kamanda

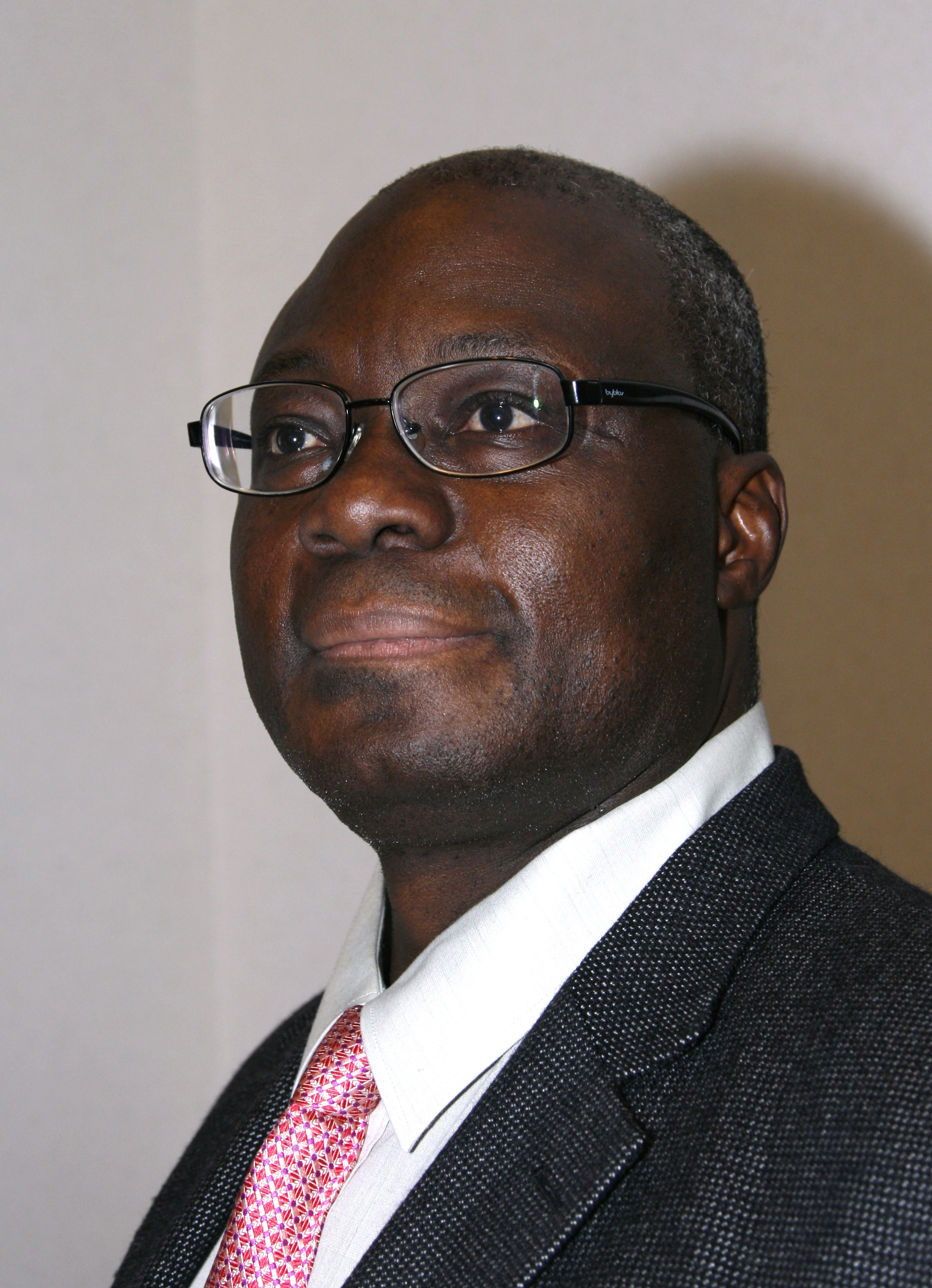
Kama Sywor Kamanda

Kama Sywor Kamanda (* 11. November 1952 in Luebo im Kongo) ist ein kongolesischer und luxemburgischer Schriftsteller, Dramaturg, Poet, Romancier und Philosoph mit ägyptischen Wurzeln. Er studierte in Europa und Afrika Journalismus, Politikwissenschaften und Jura. Heute hält er Vorträge an Universitäten in verschiedenen Ländern und ist Autor kultureller und politischer Kritiken.
Als Dichter und Romancier hat er zahlreiche bemerkenswerte und weltweit anerkannte literarische Werke geschaffen. Seit Erscheinen seines ersten Buches „Erzählungen afrikanischer Abendstunden“ (Les Contes des veillées africaines) im Jahr 1967 umfasst sein bisheriges Werk ungefähr ein Dutzend Bände mit insgesamt tausend Gedichten und verschiedene Sammelbände mit Hunderten von Erzählungen. Sein literarisches Gesamtwerk enthält außerdem einige Romane.
Als Erzähler hebt er sich durch seine literarischen Berichte hervor, die gleichzeitig von persönlichen Erlebnissen, von seiner Phantasie und von den Traditionen und Realitäten des schwarzen Kontinents inspiriert sind. Seine märchenhaften Erzählungen sind durchzogen von der Kultur und Geschichte aller afrikanischer Länder.
Als Dichter bereichert er die zeitgenössische Poesie durch den Reichtum seiner Sprache und seiner Metaphern. Kritiker und einige der größten Dichter seiner Zeit wie Mario Luzi und Léopold Sédar Senghor heben die Kraft seiner Verse und den Reichtum seiner Phantasie hervor.
Als Romancier trägt Kamanda sein Afrika und seine Träume auch fern seiner Heimat in sich. Seine Schriften enthüllen einen Kämpfer gegen totalitäre Mächte, aber auch einen Helfer der Männer und Frauen, die im Stillen für ihre Rechte und ihr Überleben kämpfen und für das ihrer Kinder. Als engagierter Schriftsteller hat er sich selbst schon immer als eine „Seele zwischen den Träumen und Illusionen, der Freude und dem Schmerz der afrikanischen Welt“ gesehen.
Als Dramaturg versetzt er uns in die Welt der alten Ägypter und lässt die Tragödien und Kämpfe jener Zeit, sowie die Größe, den Glanz und den Reichtum vom alten Ägypten und Nubien wieder aufleben.

## Vorsänger der afrikanischen Erinnerung
„Ägypten bleibt eine meiner Hauptinspirationsquellen, weil es das Land meiner Vorfahren ist, aber auch, weil es das Land ist, das der Menschheit die erste und strahlendste der Zivilisationen geschenkt hat.“

„Danach kommt die Republik Kongo, mein Geburtsland, das schwere Zeiten durchmachen muss, tragische Ereignisse und zerbrochene Träume, durch den Wahnsinn der Menschen. Das Leiden der Völker stellt für mich einen Grund zu schreiben dar. Ich nehme teil an den Kämpfen all derer, die verzweifeln, aber auch derer, die sich in der Hoffnung auf eine bessere Welt dem Schicksal und den Missetaten der Usurpatoren widersetzen.“

## Bibliographie
- 1967 – Les Contes des veillées africaines („Erzählungen afrikanischer Abendstunden“) (1985)
- 1986 – Chants de brumes („Nebelgesänge“) (1997, 2002)
- 1986 – Les Résignations („Resignationen“) (1997)
- 1987 – Éclipse d’étoiles („Sternenfinsternis“) (1997)
- 1988 – Les Contes du griot(„Erzählungen des Barden“), Band I
- 1989 – La Somme du néant („Die Gesamtheit des Unsichtbaren und der Realität“) (1999)
- 1991 – Les Contes du griot, („Erzählungen des Barden“), Band II (La Nuit des griots, „Die Nacht der Barden“) (1996)
- 1992 – L’Exil des songes („Das Exil der Träume“)
- 1992 – Les Myriades des temps vécus („Unzählige Erlebnisse“) (1999)
- 1993 – Les Vents de l’épreuve („Die Winde der Prüfung“) (1997)
- 1994 – Quand dans l’âme les mers s’agitent („Wenn in der Seele die Meere branden“) (1998)
- 1994 – Lointaines sont les rives du destin („Weit sind die Ufer des Schicksals“) (2000, 2007)
- 1995 – L’Étreinte des mots („Die Umklammerung der Worte“)
- 1998 – Les Contes du griot („Erzählungen des Barden“), Band III (Les Contes des veillées africaines,„Erzählungen afrikanischer Abendstunden“, erweiterte Ausgabe)
- 1999 – Œuvre poétique („Dichtungen“)
- 2000 – Les Contes du crépuscule („Erzählungen der Abenddämmerung“)
- 2002 – Le Sang des solitudes („Das Blut der Einsamkeit“)
- 2003 – Contes („Erzählungen“, illustrierte Ausgabe)
- 2004 – Contes („Erzählungen“, Gesamtwerk)
- 2006 – La Traversée des mirages („Die Durchquerung der Fata Morgana“)
- 2006 – La Joueuse de Kora („Die Kora-Spielerin“)
- 2006 – Contes africains (Grund)
- 2007 – Au-delà de Dieu, au-delà des chimères
- 2013 - L'Homme torturé
- 2008 - Oeuvre poétique (édition intégrale)
- 2015 - Toutankhamon
- 2015 - Candace 1ère
- 2016 - On peut s'aimer sans se comprendre
- 2016 - Intrigantes entremetteuses,reéd.2019 .
- 2017 - Ramses II
- 2017 - Akhenaton
- 2017 - La Reine Ranavalona III
- 2018 - Le Roi Béhanzin
- 2018 - L' Insondable destin des hommes
- 2018 - Vivre et aimer
- 2018 - Évolution et révolution culturelle de l'Homme Noir
- 2018 - Les fondements de l'être
- 2019 - Les astuces du manipulateur
- 2019 - Le pervers narcissique
- 2019 - L'Éternité des jours
- 2019 - La transparence des ombres
- 2019 - La Reine Nzinga Mbandi

## Internationale Anerkennung
- 1987 – Prix Paul Verlaine der Académie française
- 1990 – Prix Louise Labé
- 1991 – Grand prix littéraire d'Afrique noire
- 1992 – Mention spéciale Poésiades, Institut académique de Paris
- 1992 – Jasmin d’argent für poetische Originalität, Société littéraire le Jasmin d’argent
- 1993 – Prix Théophile Gauthier der Académie française
- 1999 – Melina Mercouri-Preis, Vereinigung griechischer Dichter und Schriftsteller
- 2000 – Dichter des Millenniums 2000, International Poets Academy, Indien
- 2000 – Ehrenbürger von Joal-Fadiouth, Senegal
- 2002 – Poesiepreis der internationalen Vereinigung griechischer Schriftsteller
- 2005 – Top 100 writers 2005, International Biographical Centre, Cambridge
- 2005 – Schriftsteller des Jahres 2005, International Biographical Centre, Cambridge
- 2005 – Mann des Jahres 2005, American Biographical Institute
- 2005 – Ehrenzeugnis für besondere Verdienste für die Frankophonie, Certificat Maurice Cagnon, Conseil international d’études francophones
- 2006 – Master Diploma for Specialty Honors in Writing, World Academy of Letters, USA
- 2006 – Internationaler Friedenspreis 2006, United Cultural Convention, USA
- 2009 – Prix Heredia der Académie française